# Зажин

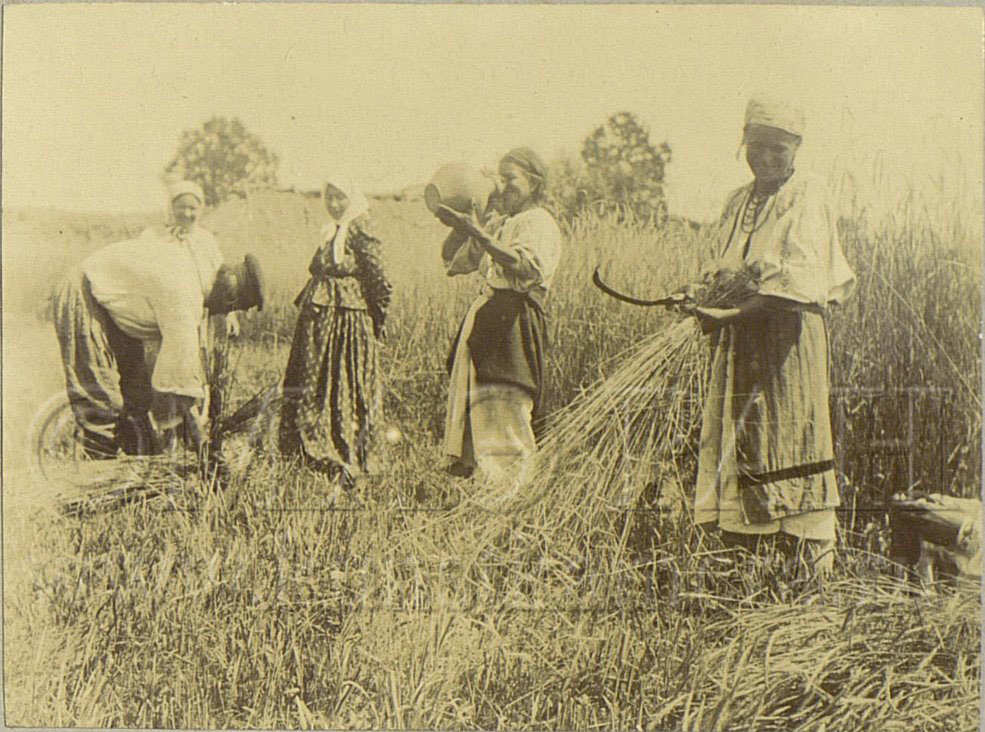
Жнива на Полтавщині. Світлина Самуїла Дудіна 1894.

Зажин — традиційна форма особистого найму на час жнив. Зажонщиками, женщиками, заженниками називали селян, котрі вдавалися до неї.
Договір про взаємні обов'язки та умови оплати, який коригувався лише за якихось непередбачених обставин був в основі зажину. Для найбіднішого селянства зажин був ледь не єдиним джерелом існування. З Великого посту починалися пошуки такого заробітку. Найчастіше зажонщики  домовлялися напередодні Трійці. Формувалися так звані артілі зажонщиків. На Чернігівщині існували спеціальні місця збору (становки), звідки вони розходилися по південних районах України. Розмір оплати праці зажонщиків дорівнював кожному третьому снопу (третина). Така традиція особливо стійко збереглася між селянами. Оплата в поміщицьких же господарствах була значно меншою або передбачала додаткові роботи. Крім натуральної оплати, звичай вимагав, аби роботи велися на господарських харчах.